# TIFF 2014
Cea de-a treisprezecea ediție a Festivalul Internațional de Film Transilvania s-a desfășurat în perioada 30 mai - 8 iunie 2014 la Cluj-Napoca. 

## Filmele din competiția oficială
| Titlu original            | Titlu românesc         | Țara                         | Regizor            |
| ------------------------- | ---------------------- | ---------------------------- | ------------------ |
| Paat                      | Câinele                | Iran                         | Amir Toodehroosta  |
| Everything We Loved       | Ce-am avut mai de preț | Noua Zeelandă                | Max Currie         |
| Still Life                | Natură moartă          | Regatul Unit                 | Uberto Pasolini    |
| Blind                     | Orbire                 | Norvegia                     | Eskil Vogt         |
| Fish and Cat              | Peștele și pisica      | Iran                         | Shahram Mokri      |
| Quod erat demonstrandum   | -                      | România                      | Andrei Gruzsniczki |
| Stockholm                 | -                      | Spania                       | Rodrigo Sorogoyen  |
| White Shadow              | Umbra albă             | Italia - Germania - Tanzania | Noaz Deshe         |
| Viktoria                  | -                      | Bulgaria - România           | Maya Vitkova       |
| Vis-à-vis                 | -                      | Croația                      | Nevio Marasović    |
| La voz de los silenciados | Vocea celor neauziți   | Statele Unite ale Americii   | Maximón Monihan    |
| Plynace wiezowce          | Zgârie-nori suspendați | Polonia                      | Tomasz Wasilewski  |

## Premii
- Trofeul "Transilvania" - pentru cel mai bun film aflat în Competiție
- Cea mai bună regie
- Premiul special al juriului
- Premiul FIPRESCI
- Premiul publicului
- Premiul de excelență - actorul Florin Zamfirescu
- Premiul pentru întreaga carieră - regizorul Krzysztof Zanussi
- Premiul pentru întreaga carieră - actrița Debra Winger
- Premiul Zilelor Filmului Românesc pentru secțiunea Lungmetraj
- Premiul Zilelor Filmului Românesc pentru secțiunea Scurtmetraj
- Premiul Zilelor Filmului Românesc pentru Debut
- Premiul pentru Cel mai Bun Scurtmetraj din secțiunea Umbre
- Premiul Let's Go Digital!, pentru cel mai bun film realizat în cadrul atelierului de film pentru adolescenți
- Premiul Competiției Locale
- Mențiune Specială în cadrul Competiției Locale